# Adelaide Cabete
Adelaide de Jesus Damas Brazão Cabete (Alcáçova, Elvas, 25 de enero de 1867  — Lisboa, 14 de septiembre de 1935), más conocida como Adelaide Cabete, fue una de las principales feministas portuguesas del siglo XX. Partidaria del republicanismo portugués, fue además médica obstetra, ginecóloga, profesora, masona, publicista, pacifista, abolicionista, defensora de los animales, y humanista.
Fue pionera en reivindicaciones de los derechos de la mujer, y durante más de veinte años, presidió el Conselho Nacional das Mulheres Portuguesas, que con gran capacidad reclamó para las mujeres el derecho a un mes de descanso antes del parto; y en 1912 reivindicó también el derecho al voto femenino, siendo en 1933 la primera y única mujer en votar en Luanda, donde residía, la Constitución portuguesa de 1933. Republicana convencida, vio la luz durante la monarquía, tomó parte activa en la defensa y lucha por la implantación de la república, que pudo llegar a ver.

## Biografía
De origen humilde y huérfana, era hija de Ezequiel Duarte Brazão y de Balbina dos Remédios Damas, comenzando a trabajar en la recolección del ciruelo, y trabajo de servicio doméstico en hogares  de Elvas.
Se casó con el sargento de ejército, Manuel Fernández Cabete, republicano que la ayudaba en las tareas domésticas, la lanzó al activismo republicano y feminista, y le alentó para que estudiase. Ella, en 1889 a los veintidós años cumplió con el examen de instrucción primaria, y para 1894 concluiría el curso de enseñanza media liceal.
En 1895, se mudaron a Lisboa, donde al año siguiente, se matriculó en la "Escola Médico-Cirúgica", concluyendo con 32 años, los cursos en 1900, defendiendo la tesis: Protecção às Mulheres grávidas Pobres como meio de promover o Desenvolvimento físico das novas gerações (Protección de mujeres pobres embarazadas como un medio para promover el Desarrollo físico de las nuevas generaciones).
Se perfeccionó en obstetricia y ginecología, poseyendo consultorio en la Baixa de Lisboa.
Republicana militante, tal como su marido, participó activamente en la propaganda que antecedió al cambio de régimen, el 5 de octubre de 1910, cuando escribía contra los monárquicos y denota a los jesuitas y sus ideales republicanos, confirmados en la Liga Republicana das Mulheres, a la que estuvo ligada, teniendo ya entonces ideas progresistas y sumamente avanzadas para esa época, de entre ellas, reivindicó para las mujeres el derecho al beneficio de un mes de descanso antes del parto. Algunos factores moldearon su vida pública en ese momento, con actos simbólicos de ciudadanía, como por ejemplo, en 1910 con dos compañeras, cosiendo y bordando la bandera nacional izada en el momento del establecimiento de la República, en la Rotonda de Lisboa.
En 1912, reivindicó el voto de las mujeres, con otras también importantes feministas, creando e integrando organizaciones feministas, en las que ejerció diversos cargos, siendo por más de veinte años Presidenta del Conselho Nacional das Mulheres Portuguesas, que fundase conjuntamente con otras feministas republicanas de renombre, y con ellas también fundaron la Liga Portuguesa Abolicionista, y las "Ligas de Bondade", organismos que también tuvo el honor de dirigir por diversos períodos.
Fue médica y profesora del Instituto Femenino de Odivelas (conocido popularmente por meninas de Odivelas y teniendo en 1911 el apelativo de Instituto Feminino de Educação e Trabalho) y reglas de esas disciplinas de Higiene y Puericultura (durante diecisiete años), en la Universidad Popular Portuguesa dirigió un curso con el mismo nombre.
En su experiencia de la enseñanza se caracterizó por novedosas teorías pedagógicas con ejemplos prácticos, presentados en Congresos entre los cuales los más importantes fueron: Congresso Internacional das Ocupações Domésticas (Gand en 1913); Congresso Internacional Feminino de Roma (1923); Congresso do Conselho Internacional das Mulheres (Washington en 1925); I y II Congressos Feministas e da Educação (1921 y 1928); Congressos Abolicionistas (1926 y 1929). En algunos incluso representó en el extranjero al gobierno portugués.
Escribió decenas de artículos, de temática diversa, esencialmente de carácter médico–sanitario, manifestando muy frecuentemente sus preocupaciones sociales, y presentando soluciones y medidas profilácticas de dolencias y epidemias, publicando sobre el asunto en las obras Papel que o Estudo da Puericultura, da Higiene Feminina, etc. Deve Desempenhar no Ensino Doméstico (1913), Protecção à Mulher Grávida (1924) e A Luta Anti-Alcoólica nas Escolas (1924). También escribía artículos donde demostraba sus reivindicaciones de carácter feminista, y en ese campo fundaría y dirigiría la revista Alma Feminina (entre 1920 y 1929) y colaboró con numerosas publicaciones periódicas como: Educação; Educação Social; O Globo; A Mulher e a Criança; Pensamento; O Rebate.
Benemérita, defendió siempre a las mujeres embarazadas y pobres, los niños, las prostitutas, mas era, sin embargo, muy radical en materia de decencia femenina, mostrándose contraria a la importación de la moda femenina, criticando sus faldas cortas y recomendando el uso de la falda a unos pocos centímetros del piso.
Humanista, aplaudió el cierre de tabernas, y se manifestó en contra de la violencia en las corridas de toros, el uso de juguetes bélicos y demás cuestiones que resultaron vanguardistas, esos temas siguen conservando su actualidad.
En 1929, se va con su sobrino Arnaldo Brazão hacia Luanda desilusionada con la nueva situación política del país con la implantación del Estado Novo (Portugal), y luego se fueron a Angola, donde se dedicaría sobre todo a la medicina y donde se involucraría en polémicas debido a su defensa de los pueblos originarios. Y en 1933 fue la primera y única mujer en ejercer el sufragio y así votar en los comicios por la Constitución Portuguesa que instalará el Estado Novo y a la que se oponía férreamente, regresando en 1934 ya enferma y debilitada, ocurriendo su fallecimiento en Lisboa, precisamente en la freguesia de São Sebastião da Pedreira el 14 de septiembre de 1935.
Mujer muy dinámica, de fortísima personalidad y gran frontalidad, su dinamismo no le permitía dormirse sobre los logros conquistados, y su acción no se limitaba a meras teorías, sino traducido a realidades prácticas, era conocida por sus connacionales como una persona cariñosa y amable, vestido con un estilo sencillo y nada elaborado, era objetiva y de claro lenguaje, dejando por doquier lo mucho de una importante labor.
Está sepultada en el Cementerio del Alto de São João, en Lisboa.

## Biografía masónica
Fue iniciada el 1 de marzo de 1907 en la Logia Femenina Humanidade (n.º 276) del Rito Escocés Antiguo y Aceptado, y a posteriori del Rito francés, con el nombre simbólico de Louise Michel en honor de esa anarquista francesa, el cual conservó y en cuanto en aquellas oficinas trabajó con los auspicios del Grande Oriente Lusitano Unido hasta 1914, habiendo ascendido al grado 18.º el 10 de julio de 1911 para después entre 1920ae 1923, con salidas sucesivas y nuevos comienzos a través del centro (a pesar de varias manifestaciones de solidaridad por parte de algunas Logias masculinas) y en 1923, esta Obediencia retira la igualdad de tratamiento al ser exigido que la R∴L∴ Humanidade pero se queda como Logia de Adopción, esto es, sin los plenos derechos que anteriormente tenía en manos de igualdad con las Logias masculinas.
Después de ese acto de despromoción, entonces ella que era Venerable Maestra de la R∴L∴ Humanidade (exclusivamente femenina), se retiró de esa Logia y pidió al Supremo Consejo Universal Mixto del "Le Droit Humain" y de la Orden Masónica Mixta Internacional - "Le Droit Humain" la afiliación de esa R∴L∴ lo que vino a pasar a finales de ese año de 1923, fundando la Federación Portuguesa de la Orden Masónica Mixta Internacional "Le Droit Humain" - El Derecho Humano Archivado el 6 de abril de 2013 en Wayback Machine..
Zenith de París, 24 de mayo de 1923 Era Vulgar
Yo, el abajo firmante, Gran Maestro, Presidente del Supremo Consejo Mixto Internacional "Le Droit Humain", confiero a la muy querida y venerada caballera Adelaide Cabete, 18º, el poder de proceder a la instalación en el Oriente de Lisboa (Portugal) de la Respetable Logia "Le Droit Humain" n.º 776 "Humanidade".
Traducción de un extracto de la carta publicada de Autorización de la Logia Humanidade.
Después de esa ruptura, con su admisión en la Orden Masónica Mixta Internacional - "Le Droit Humain" Archivado el 6 de abril de 2013 en Wayback Machine., Adelaide Cabete en conjunto con otros Hermanos y Hermanas, y siempre luchando con dificultades para cumplir con el lugar de reunión, pero tenazmente perseguía el objetivo de crear una Federación autónoma, en Portugal creando por lo menos otras tres Logias, a saber: R∴L∴ "Humanidade" en el Oriente de Lisboa; R∴L∴ "Fiat lux" también en el Oriente de Lisboa; R∴L∴ "Trindade Leitão" a Oriente de Alcobaça. Y al menos dos Triángulos masónicos:
- el Triángulo "Solidariedade" en el Oriente de Beja
- el "Amaia" en el Oriente de Portalegre

Y dos R∴L∴ de Altos Grados Masónicos del R.E.A.A.:
- un Capítulo "Humanidade"
- un Areópago "Teixeira Simões" ambos al Oriente de Lisboa, dando así origen a la Jurisdicción Portuguesa de la que fue Presidenta hasta 1935, e inherentemente Venerable Maestra del Areópago "Teixeira Simões", llegando al 20.º Grado.

## Otras publicaciones
- 1908a. “A Mulher e a religião”. Almanach Democrático, 22-23

- 1908b. “A Tribuna Feminina: Protecção às mulheres grávidas pobres”. A Republica, 12 de septiembre

- 1925. “Amamentação Maternal”. Alma Femenina 3, jul-set. 19-22

- 1928. “O ensino da puericultura na escola infantil”. Alma Femenina, marzo-abril. 10-13

- 1929. “Eugénica e Eugenética”. Tesis presentada al 2º Congreso Nacional Abolicionista, Lisboa. [Artegráfica, 1]

- 1931. “Selecção Humana”. Alma Femenina 3, 4, marzo y abril; 5 y 6, mayo-junio, 20-22; 7 y 8, julio-agosto, 27-28